# Ileana Cotrubaș
Ileana Cotrubaș (Ausspracheⓘ; * 9. Juni 1939 in Galați) ist eine rumänische Opernsängerin. Sie gehört zu den bekanntesten Sopranistinnen des 20. Jahrhunderts.

## Leben und Karriere

### Ausbildung und Anfänge
Ileana Cotrubaș wurde in Galați, einer kleinen Stadt an der Donau, geboren. 1945 zog die Familie nach Bukarest. Mit acht Jahren wurde sie in den Kinderchor von Radio Bukarest aufgenommen, wo sich bald ihr musikalisches Talent zeigte. Mit diesem Kinderchor wirkte sie an der Opera Națională București auch bei Opernaufführungen mit, u. a. in Carmen, La Bohème und Tosca. Cotrubaș besuchte die „Școala specială de muzică“ in Bukarest und studierte am dortigen Ciprian-Porumbescu-Konservatorium Gesang bei Constantin Stroescu. 1964 gab sie an der Nationaloper Bukarest in der Knabenrolle des Yniold in der Oper Pelléas et Mélisande von Claude Debussy ihr Debüt. Sie blieb dort bis 1966 im Engagement und sang in dieser Zeit zunächst vor allem Pagen-Rollen, wie Oscar in Un ballo in maschera, Siebel in Faust und Tebaldo in Don Carlo. Später folgten Blonde in Die Entführung aus dem Serail, aber auch bereits ihre erste Gilda in Rigoletto.
Im Jahr 1965 war sie Gewinnerin des Internationalen Gesangswettbewerbs in ’s-Hertogenbosch in Holland, woraufhin sie Einladungen zu Gastvorstellungen an das Théâtre de la Monnaie in Brüssel (Pamina, Konstanze) und nach Amsterdam (Gilda) erhielt. 1966 erhielt sie den Ersten Preis beim Gesangswettbewerb der ARD-Rundfunkanstalten in München, was die Aufmerksamkeit von Operndirektoren und Künstleragenturen auf sie lenkte.
Zum Wintersemester 1967 ging sie nach Wien, um an der Wiener Musikakademie ihre Ausbildung zu vervollkommnen. Im Sommer 1968 sang sie bei den Salzburger Festspielen die C-moll-Messe von Wolfgang Amadeus Mozart, die 1969 und 1970 wiederholt wurde, und den Zweiten Knaben in Die Zauberflöte unter der musikalischen Leitung von Wolfgang Sawallisch. Im September 1968 trat sie unter dem damaligen Generalmusikdirektor Christoph von Dohnányi ein Engagement an der Oper Frankfurt an, wo sie, als Einspringerin für Edith Mathis, mit der Pamina ihre erste Premierenrolle hatte. 1969/70 folgte bei den Salzburger Festspielen die Bastienne in Mozarts Bastien und Bastienne.

### Internationale Karriere
Ileana Cotrubaș’ Vertrag mit der Frankfurter Oper legte nur eine bestimmte Anzahl von Vorstellungen fest, und so war es ihr möglich, Einladungen von internationalen Opernhäusern anzunehmen.
Im Dezember 1969 sang sie zum ersten Mal an der Wiener Staatsoper, einem Haus, dem sie bis zum Ende ihrer Karriere eng verbunden blieb und an dem sie für mehrere Premierenproduktionen verpflichtet wurde. Im Dezember 1971 übernahm sie die Violetta in einer Neuinszenierung von La traviata (Regie: Otto Schenk) an der Seite von Nicolai Gedda und Cornell MacNeil. Weitere Premierenrollen an der Wiener Staatsoper waren Susanna in Le nozze di Figaro (1977), Adina in L’elisir d’amore (1980) und Nedda in I Pagliacci (1985). In Repertoirevorstellungen war Cotrubaș an der Wiener Staatsoper als Pamina, Zerlina, Sophie (Der Rosenkavalier), Gilda, Mimì, Micaëla, in späteren Jahren auch als Amelia (Simone Boccanegra), Tatjana und Charlotte (Werther) zu hören.
In der Saison 1970/71 debütierte Ileana Cotrubaș als Tatjana in Eugen Onegin am Royal Opera House Covent Garden in London. Sie sang dort u. a. Susanna, Pamina, Norina, Violetta, Gilda, Mélisande, Antonia und Mimì. Ihren letzten Auftritt hatte sie dort im September 1987 als Alice Ford in Falstaff.
Ihr USA-Debüt gab sie 1973 an der Lyric Opera of Chicago als Mimì in La Bohème an der Seite von Luciano Pavarotti als Rodolfo. Mit derselben Partie folgte im Januar 1975 ihr vielbeachtetes und „fulminantes“ Debüt an der Mailänder Scala, als sie – auf Empfehlung von Luciano Pavarotti – kurzfristig für Mirella Freni einsprang.
An der Pariser Oper sang sie 1974, an der Seite von Alain Vanzo, in einer Neuinszenierung die Titelpartie in Manon, 1980 die Mélisande, 1983 die Rosalinde in der Operette Die Fledermaus und 1986 die Mimì.
Im März 1977 debütierte sie, an der Seite von José Carreras als Rodolfo und Renata Scotto als Musetta, als Mimì in La Bohème an der Metropolitan Opera in New York. Es folgten an der Metropolitan Opera in Neuproduktionen die Gilda in Rigoletto (Saison 1977/78) und die Violetta in La traviata (Saison 1980/81). Ihr letzter Opernauftritt an der Metropolitan Opera war im März 1987 als Micaëla in Carmen.
In Deutschland war sie nach ihrer Anfangszeit in Frankfurt an den Opernhäusern in Berlin, Hamburg, Köln, und dann für viele Jahre an der Bayerischen Staatsoper, u. a. seit 1975 in einer Neuinszenierung von La traviata von Otto Schenk, unter der musikalischen Leitung von Carlos Kleiber, zu hören. Im Februar 1984 trat sie, „beim Schlußbeifall am meisten bejubelt“, an der Bayerischen Staatsoper als Mimì in La Bohème an der Seite von Alberto Cupido als Rodolfo auf.
1989 sang sie beim Maggio Musicale nochmals die Rolle der Mélisande. Im November 1990 gab sie an der Wiener Staatsoper als Mimì in La Bohème an der Seite von Luis Lima im Alter von 51 Jahren ihre aktive Bühnenkarriere als Opernsängerin auf.
Ileana Cotrubaș ist Österreichische Kammersängerin (1981) und Ehrenmitglied der Wiener Staatsoper (1991). Nach Beendigung ihrer Gesangskarriere war sie als Jurorin bei Gesangswettbewerben aktiv, leitete Meisterklassen und arbeitete als privater Stimmcoach für Sänger. 2023 wurde ihr der Österreichische Musiktheaterpreis für das Lebenswerk zuerkannt.

### Festspielauftritte und Konzerte
Ileana Cotrubaș trat bei zahlreichen internationalen Festspielen auf. Im Juni 1969 debütierte sie als Mélisande beim Glyndebourne Festival, wo sie bis 1981 auch als Calisto, Pamina, Susanna und als Titania in Benjamin Brittens Oper A Midsummer Night's Dream auftrat. Beim Edinburgh Festival wurde sie 1975 für die Susanna engagiert.
Bei den Salzburger Festspielen sang sie 1978/79, 1980 und 1982–1984 die Pamina in Die Zauberflöte (Regie: Jean-Pierre Ponnelle) und 1980/81 die Konstanze in Die Entführung aus dem Serail.
Ileana Cotrubaş gab Konzerte und Liederabende im Wiener Musikverein und im Konzerthaus Wien, in der Royal Albert Hall, im Royal Opera House Covent Garden in London, an der Mailänder Scala, in der Carnegie Hall in New York, in der Berliner Philharmonie, im Concertgebouw Amsterdam sowie in Paris, Barcelona, Salzburg und Zürich. Konzertreisen führten sie nach Tokio, Buenos Aires, Rio de Janeiro, zum Macao Festival und nach Taiwan.
Sie sang Lieder u. a. von Claude Debussy, Maurice Ravel, Gabriel Fauré, Henri Duparc, Franz Schubert, Johannes Brahms, Richard Strauss und Hugo Wolf.

### Privates
Ileana Cotrubaș ist seit 1972 mit dem deutschen Dirigenten Manfred Ramin verheiratet. Die Ehe ist kinderlos. Das Ehepaar lebt in Wien.

## Stimme, Darstellung und Tondokumente
Ileana Cotrubaș gehört zu den bekanntesten Opernsängerinnen des 20. Jahrhunderts, insbesondere als Mimì und als Violetta. Oft gerühmt wurden die Schönheit ihrer Stimme, ihre Vielsprachigkeit und die Glaubhaftigkeit ihrer Darstellung der Operncharaktere. Ihre Stimme, ausgestattet mit einem zarte[n], silbrige[n] Timbre, verfügte über viele Farbschattierungen. Ihre Rollengestaltungen waren gekennzeichnet von der „Intensität ihres Spiels“ und einer „scheuen Zartheit“, waren aber auch immer mit der Gefahr verbunden, „sich auf der Bühne völlig auszugeben.“ Ihren Figuren gab sie stets eine „gewisse Zerbrechlichkeit“ mit. Der Musikwissenschaftler Jens Malte Fischer schreibt in seinem Buch Große Stimmen: Von Enrico Caruso bis Jessye Norman (1995) über Ileana Cotrubaș: „Abende mit Ileana Cotrubaș hatten immer etwas Besonderes. Wie nur wenige Sängerinnen ihres Faches [...] hat sie es verstanden, [...] Rollen [...] etwas mitzugeben, was so völlig abseits von Routine, Klischee und Abonnentenservice lag, daß es Neuentdeckungen glich. Ihr Signum war die eigenartige Mischung aus äußerster Verletzlichkeit und Zartheit auf der einen Seite und der Fähigkeit auf der andern Seite, in Extremsituationen über sich hinauszuwachsen, übermenschliche Kräfte der Seele zu mobilisieren...[...]“.
Ileana Cotrubaș sang im Kern ein relativ „schmales Repertoire“ von etwa 15 Partien, zu denen Violetta, Gilda, Mimì, die Antonia in Hoffmanns Erzählungen, Mélisande, Tatjana, die Manon (Massenet) und einige Mozart-Rollen (Konstanze, Susanna, Zerlina, Pamina) gehörten.
1969 machte sie beim Glyndebourne Festival mit ihrer Mélisande, für die sie von dem Dirigenten John Pritchard, der sie in dieser Rolle an der Oper Frankfurt gehört hatte, engagiert worden war, erstmals international auf sich aufmerksam. Die Mélisande, die sie bereits während ihres Frankfurter Engagements mit „anrührender Intensität“ sang, „zählt zu ihren größten Kreationen“ auf der Opernbühne. Als endgültiger internationaler Durchbruch wird ihre Violetta 1971 an der Wiener Staatsoper angesehen. In der Rolle der Violetta in La traviata galt sie viele Jahre als „Idealbesetzung“.
Die Stimme von Ileana Cotrubaș ist auf zahlreichen Tondokumenten festgehalten. 1976/77 wurde ihre Violetta in La traviata unter dem Dirigat von Carlos Kleiber in der Besetzung mit Plácido Domingo und Sherrill Milnes in einer „bemerkenswerten“ und mittlerweile in Opernkreisen als „legendär“ angesehenen und „Kultstatus genießenden“ Studioproduktion mit dem Bayerischen Staatsorchester für das Label „Deutsche Grammophon“ eingespielt.
Es wurden mit Ileana Cotrubaș u. a. auch Operngesamtaufnahmen von Carmen (DG 1977, Dirigent: Claudio Abbado), L’elisir d’amore (CBS 1977, Dirigent: John Pritchard), Hänsel und Gretel (CBS 1979, Dirigent: John Pritchard), Le nozze di Figaro (Decca 1979, Dirigent: Herbert von Karajan), Rigoletto (DG 1979, Dirigent: Carlo Maria Giulini) und Die Zauberflöte (RCA 1980, Dirigent: James Levine) veröffentlicht. 
Bei Schallplattenaufnahmen wurde sie oft auch im französischen Repertoire eingesetzt. Sie nahm u. a. Louise (CBS 1975, mit Plácido Domingo, Dirigent: Georges Prêtre), Les pêcheurs de perles (EMI 1978, mit Alain Vanzo, Dirigent: Georges Prêtre) und Manon (EMI 1983, mit Alfredo Kraus, Dirigent: Michel Plasson) auf.
Weiters erschienen eine Arienplatte mit Arien von Mozart, Donizetti, Verdi, Charpentier und Puccini, mehrere Bach-Kantaten und Mozart-Messen, das Stabat Mater von Pergolesi, Einspielungen von Die Schöpfung und Ein deutsches Requiem, Aufnahmen der 2. und 8. Symphonie von Gustav Mahler und das Italienische Liederbuch von Hugo Wolf (mit Thomas Allen und Geoffrey Parsons).

## Kritik am Regietheater
Ileana Cotrubaș, eine „Künstlerin mit einem sehr eigenwilligen Kopf und der Neigung, ihre Meinung geradeheraus zu sagen“, galt bei Intendanten und Regisseuren in der Zeit ihrer Karriere als „schwierig“, weil sie „unbequeme“ Meinungen äußerte und „stets ihrem künstlerischen Gewissen folgte, was durchaus problematisch werden konnte.“ 1973 stieg sie an der Wiener Staatsoper aus einer Neueinstudierung der Oper Eugen Onegin (Regie: Rudolf Noelte) aus, 1980 ebenso bei den Proben zu Don Pasquale an der Metropolitan Opera. 1981 drohte sie, ihre Mitwirkung an einer Produktion der Oper La traviata an der Metropolitan Opera abzusagen, weil sie mit der szenischen Neueinrichtung des Regisseurs John Dexter nicht einverstanden war. 1986 verließ sie in Paris nach einer Auseinandersetzung mit dem Regisseur Marco Arturo Marelli die Proben zu Don Carlos. 1987 wandte sie sich am Opernhaus Zürich nach einer Aufführung der Oper La traviata in einer Ansprache an das Publikum und bat um Nachsicht, dass sie in dieser für sie optisch unbefriedigenden Inszenierung des Regisseurs Nicolas Joël und des Bühnenbildners Pet Halmen hatte auftreten müssen, nachdem man ihr im Falle einer Absage eine sehr hohe Konventionalstrafe angedroht hatte.
Nach Beendigung ihrer Karriere hat Ileana Cotrubaș in ihrer 1998 erschienenen Autobiografie Opernwahrheiten und in ihrem Buch „Die manipulierte Oper“ (2017) scharfe Kritik am herrschenden Opernbetrieb geäußert. Sie verweist auf Einflussnahme der Medien auf die Entscheidungsträger in den Kulturbehörden und Opernhäusern und kritisiert ausdrücklich die Macht des Feuilletons und des Musikjournalismus. Kulturpolitiker, denen die Ernennung der Operndirektoren bzw. die Verlängerung ihrer Verträge obliegt, sind, so Ileana Cotrubaș, mangels eigener Kenntnisse angewiesen auf Informationen und Meinungen der Feuilletonisten. Dadurch kommt, so Cotrubaș weiter, dem Feuilleton eine Machtposition zu, die bei Operndirektoren und den von ihnen engagierten Regisseuren, wenn nicht eine Einschüchterung, so doch zumindest ein vorauseilendes Befolgen der Auffassungen von Musikjournalisten bewirken. Ileana Cotrubaș schildert außerdem ausführlich, in welchem Maße Sängerinnen und Sänger von den „Verformungen der Meisterwerke“ durch Regisseure – Cotrubaș nennt dies „Parasitenkunst“ – betroffen sind.

## Repertoire (Auswahl)
Hinweis: Anfängerrollen sind mit *, das Kernrepertoire mit ** gekennzeichnet.
- Bellini: Amina in La sonnambula
- Berlioz: Héro in Béatrice et Bénédict [nur Tonträger]
- Bizet: Micaëla** in Carmen
- Bizet: Leila in Die Perlenfischer [nur Tonträger]
- Britten: Titania in A Midsummer Night's Dream
- Cavalli: Titelrolle in La Calisto
- Charpentier: Titelrolle in Louise [nur Tonträger]
- Debussy: Mélisande** und Yniold* in Pelléas et Mélisande
- Donizetti: Adina** in L’elisir d’amore
- Donizetti: Norina**  in Don Pasquale
- Donizetti: Ines in La Favorita [nur Tonträger]
- Gluck: Euridice in Orfeo ed Euridice
- Gounod: Marguerite und Siebel* in Faust
- Gounod: Juliette in Roméo et Juliette
- Händel: Jael in Deborah
- Händel: Almirena in Rinaldo [nur Tonträger]
- Haydn: Nerina in La fedeltà premiata [nur Tonträger]
- Humperdinck: Gretel* und Taumännchen* in Hänsel und Gretel
- Leoncavallo: Nedda** in Der Bajazzo
- Massenet: Titelrolle** in Manon
- Massenet: Charlotte in Werther
- Mozart: Bastienne* in Bastien und Bastienne
- Mozart: Ismene in Mitridate, re di Ponto [nur Tonträger]
- Mozart: Amital in La Betulia liberata [nur Tonträger]
- Mozart: Serpetta in La finta giardiniera [nur Tonträger]
- Mozart: Mlle Silberklang in Der Schauspieldirektor [nur Tonträger]
- Mozart: Ilia in Idomeneo
- Mozart: Konstanze** und Blonde* in Die Entführung aus dem Serail
- Mozart: Susanna** in Le nozze di Figaro
- Mozart: Zerlina**  in Don Giovanni
- Mozart: Despina in Così fan tutte [nur Tonträger]
- Mozart: Pamina** und Zweiter Knabe* in Die Zauberflöte
- Offenbach: Antonia** in Hoffmanns Erzählungen
- Puccini: Mimì** in La Bohème
- Puccini: Suor Genovieffa in Suor Angelica [nur Tonträger]
- Puccini: Lauretta in Gianni Schicchi [nur Tonträger]
- Puccini: Magda in La Rondine
- Rossini: Ninetta in La gazza ladra
- Johann Strauß: Rosalinde in Die Fledermaus
- Richard Strauss: Sophie in Der Rosenkavalier
- Tschaikowski: Tatjana** in Eugen Onegin [engl. / russ.]
- Verdi: Titelrolle in Alzira [nur Tonträger]
- Verdi: Gilda** in Rigoletto
- Verdi: Violetta** in La Traviata
- Verdi: Amelia in Simone Boccanegra
- Verdi: Oscar* in Un ballo in maschera
- Verdi: Elisabetta di Valois und Tebaldo* in Don Carlo
- Verdi: Desdemona in Otello
- Verdi: Alice Ford in Falstaff

## Publikationen
- 1998: Opernwahrheiten, Holzhausen, Wien 1998, ISBN 978-3-900518-95-0
- 2017: Die manipulierte Oper, gemeinsam mit Manfred Ramin, Verlag Der Apfel, Wien 2017, ISBN 978-3-85450-118-3